# Battle Girl High School
Battle Girl High School (яп. バトルガール ハイスクール Баторуга:ру Хайсуку:ру) — японская онлайн-игра, разработанная и выпущенная компанией COLOPL 16 апреля 2015 года на мобильных платформах Android и iOS. С 30 ноября 2015 года игра стала распространяются интернет-провайдером So-net в локализованной версии на китайском языке на территории Гонконга, Макао и Китайской Республики. По итогам 2015 года игра вошла в список лучших игр на японском языке, размещённых в AppStore, по версии самого сервиса, заняв в нём 14-е место.
В апреле 2016 года состоялся анонс о грядущей аниме-адаптации игры, которую было доверено выполнить студии Silver Link. Режиссёром картины выступил ранее известный по сериалам «Бакуман» и Castle Town Dandelion Нориаки Акитая. Аниме транслировалось на различных телеканалах Японии в период с 2 июля по 17 сентября 2017 года.

## Сюжет
Действие игры разворачивается в 2045 году в мире, который подвергся атаке мистических захватчиков — Ироус. Большая часть населения планеты оказалась инфицированной пришельцами, и начала ощущать себя ограниченной и замкнутой. Основной противодействующей силой захватчикам становятся обычные японские школьницы, которые не имеют даже оружия. Игроку предлагается возглавить женскую академию Синдзюгамминэ, из которой необходимо сформировать и обучить боевой отряд «Звёздных стражей» для борьбы с Ироус, после чего отвоевать все заражённые области.
В аниме-адаптации история сосредотачивается на группе Мики Хосицуки, в которую также входят её подруги — Субару Вакаба и Харука Наруми, которые взяли на себя инициативу по обучению бойцов, совмещая школьные обязанности с выступлениями в качестве поп-идолов.

## Главные герои
Мики Хосицуки (яп. 星月みき Хосицуки Мики)
Сэйю: Ая Судзаки
Субару Вакаба (яп. 若葉昴 Вакаба Субару)
Сэйю: Аянэ Сакура
Харука Наруми (яп. 成海遥香 Наруми Харука)
Сэйю: Сора Амамия

## Критика
Аниме-адаптация сериала получила крайне низкую оценку от рецензентов портала Anime News Network. Ребекка Сильверман отмечала, что женские персонажи являются своего рода девочками-волшебницами, которые сражаются с подобием механических роботов, а сам сериал содержал большое количество возможностей развития юри-отношений между героинями, что делало адаптацию потенциально привлекательныой для зрителей. Тем не менее, Сильверман подчёркивала, что несмотря на всё это, начало сериала не содержало выраженного фокуса на каком-то сюжетном аспекте (повседневной жизни героинь, психологическом осмыслении войны с Ироусом), а также было крайне перегружено персонажами, многие из которых представляли собой стандартные аниме-архетипы, не вызывавшие интереса у аудитории. По мнению критика, итоговую адаптацию подвело желание охватить весь материал игры, что сделало её поверхностной и посредственной историей о милых девушках.
Ник Кример охарактеризовал сериал как «серую, безвкусную массу о боевых девочках-волшебницах», которая явно не догягивала до уровня сходного по жанру Senki Zesshou Symphogear. Также как и Сильверман Кример в качестве основной проблемы сериала выделял недостаточную проработку персонажей, а также отмечал слабость противников главных героинь, отсутствие серьёзного сюжетного конфликта и слабое визуальное исполнение работы, которое сделало утомительным к просмотру даже боевые сцены адаптации.